# 이종장
아래는 이종장(李宗張)에 관한 설명이다.
- 이칭문경(文卿), 무강(武剛)분야:조선시대사 유형:인물 시대:조선 성격:무신 성별:남
- 출생일:1544년(중종 11)사망일:1592년(선조 25)본관:홍주(洪州, 지금의 충청남도 홍성)경력선전관, 신천군수, 충주목사 관련사건:임진왜란
- [본관은 홍주(洪州). 자는 문경(文卿). 아버지는 첨사 이한(李漢)이다.

## 생애
어려서부터 재주가 뛰어났으며, 또 어버이를 지극하게 봉양하여 효자로서 소문이 자자하였다. 1569년(선조 2)에 무과의 중시에 급제하여 선전관에 제수되었다. 그 뒤 1589년에 이산해(李山海)의 추천을 받은 바 있다. 1591년에는 신천군수를 지냈다. 이듬해 임진왜란이 일어나자 충주목사 겸 조방장(忠州牧使兼助防將)을 제수받고서 도원수 신립(申砬)을 따라 출정하였다. 이 때 이항복(李恒福)은 조정에서 신립의 모자가 굴러떨어지는 상서롭지 못한 일이 발생하였음을 말해주고, 그에게 도원수를 잘 보필하라는 부탁을 하였다. 도원수 신립이 달래강[達川]을 뒤에 두고 탄금대(彈琴臺)에 배수진을 쳤는데, 군사가 겨우 수천명에 지나지 않았다. 이 작전의 불가함을 그는 김여물(金汝岉)과 함께 도원수에게 간하였으나 받아들여지지 않았다. 그는 이 전투에서 아들 이희립(李希立)과 함께 진력하여 왜군과 싸웠으나 역부족으로 부자가 모두 전사하고 말았다. 뒤에 병조판서에 추증되고, 정려되었다. 시호는 무강(武剛)이다.